# برايان أيسنر
برايان أيسنر (بالإنجليزية: Brian Eisner)‏ هو لاعب كرة مضرب أمريكي، ولد في 1942.